# Питомник (заповідне урочище)
Питомник — заповідне урочище місцевого значення. Об'єкт розташований на території Петрівського району Кіровоградської області, поблизу с.Богданівка.
Площа — 51,37 га, статус отриманий у 1989 році.